# 叙德海德
叙德海德（德語：Südheide，發音：[ˈzyːtˌhaɪdə]，意为“南石楠草原”）是德国下萨克森州策勒县的市镇，面积196.5平方千米，人口为人。该市镇于2015年1月1日由市镇赫尔曼斯堡和下吕斯合并而成。